# Festes de Sant Llorenç d'Alaior
Les festes de Sant Llorenç són les festes majors del poble d'Alaior, a l'illa de Menorca (Illes Balears) són celebrades el cap de setmana posterior al dia 10 d'agost, i formen part de les festes d´estiu tradicionals de Menorca.

## Història
La història de les festes de Sant Llorenç va lligada a la de l'ermita de Binixems (a uns 6 quilòmetres d'Alaior), on es comença a celebrar just després del 1301, i va perviure gairebé invariable fins al 1832-1833, moment en què la celebració es comença a traslladar a poble d´Alaior.
L´any 1301 el Rei Jaume II de Mallorca establia el pariatge de l'Illa de Menorca, posterior a la conquesta de Menorca per les tropes Aragoneses l'any 1287. En aquell pariatge es fundaven set parròquies a Menorca, entre les que es trobava la parròquia de Sant Llorenç de Binixems, origen de la festa. El paper d´aquesta parròquia va anar minvant per el desenvolupament del municipi d´Alaior, i el fet de quedar en l'àmbit rural, passant a esser capellania depenent de la parròquia d´Alaior, si bé mantenia l'activitat i són molts els testimonis històrics sobre la necessitat de celebrar misses i altres oficis.
Es essencial el fet que aquesta parròquia es trobava a cruïlla entre Maó, Alaior i Es Mercadal, i com a tal, la relació de la parròquia no només era amb Alaior, sinó també a les parròquies dels altres municipis.
Segons les fonts històriques disponibles, cap a 1654 l'edifici es va esfondrar, i no va esser reedificat fins al 1665 i va seguir amb l'activitat pròpia d´una capellania que es trobava sota les ordres del rector de la parròquia d´Alaior.

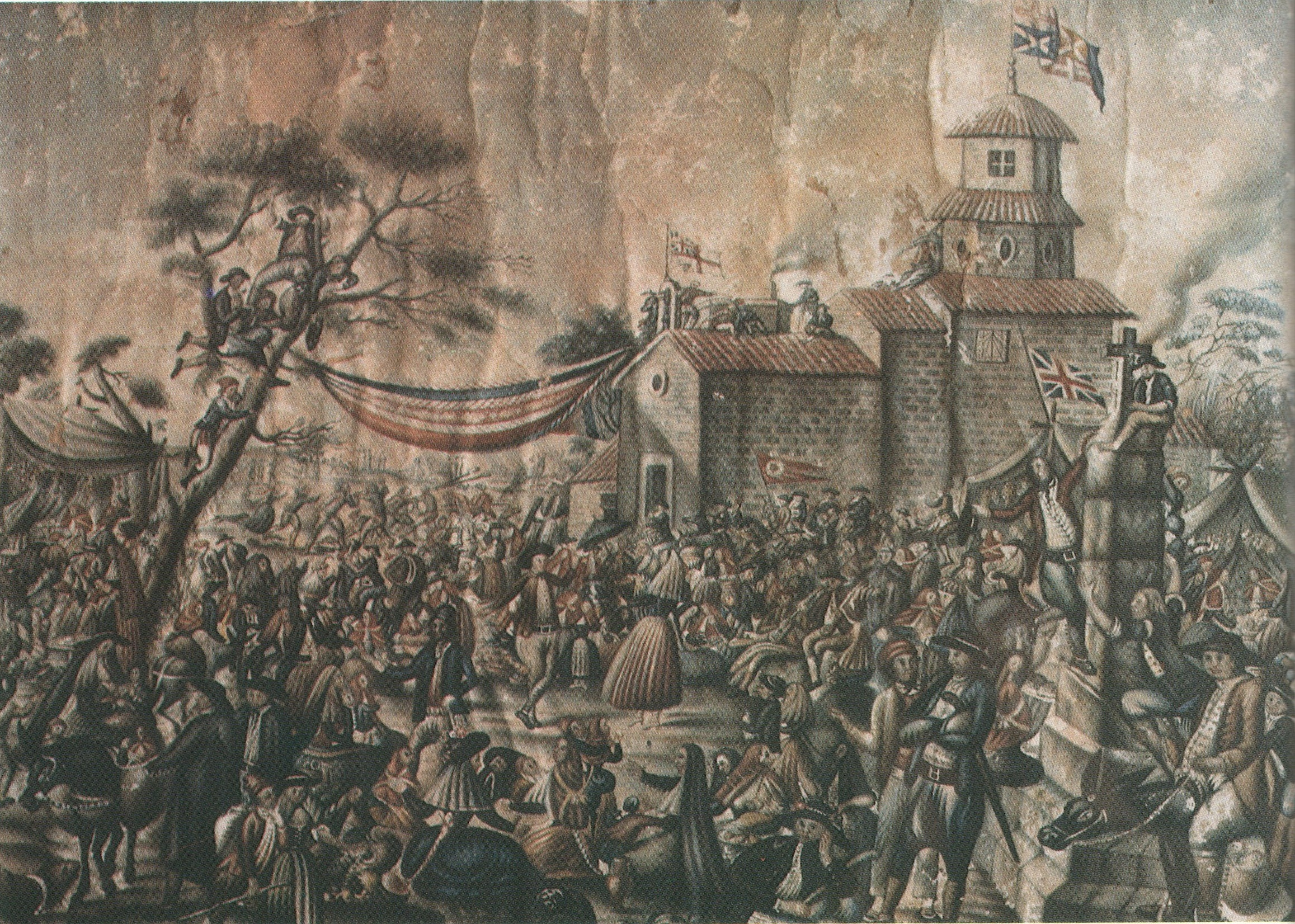
Representació segons Giuseppe Chiesa de les festes de Sant Llorenç a Binixems.

Cap a 1832 la festa es va començar a traslladar a la vila d´Alaior, i segons els arxius oficials, el sabater Antonio Pons i Alimundo exposava,
‘En lo añy 1832 feren la festa de St. Llorens, eb el modo siguent: al disapta feren las Completas en la Iglesia de St. Llorens y al ball de dit disapte en Alayor; el diumenge demati feren la Missa Major y sermo en la Iglesia de St. Llorens y vingueren a fer las corregudas y demes balls en Alayor’.

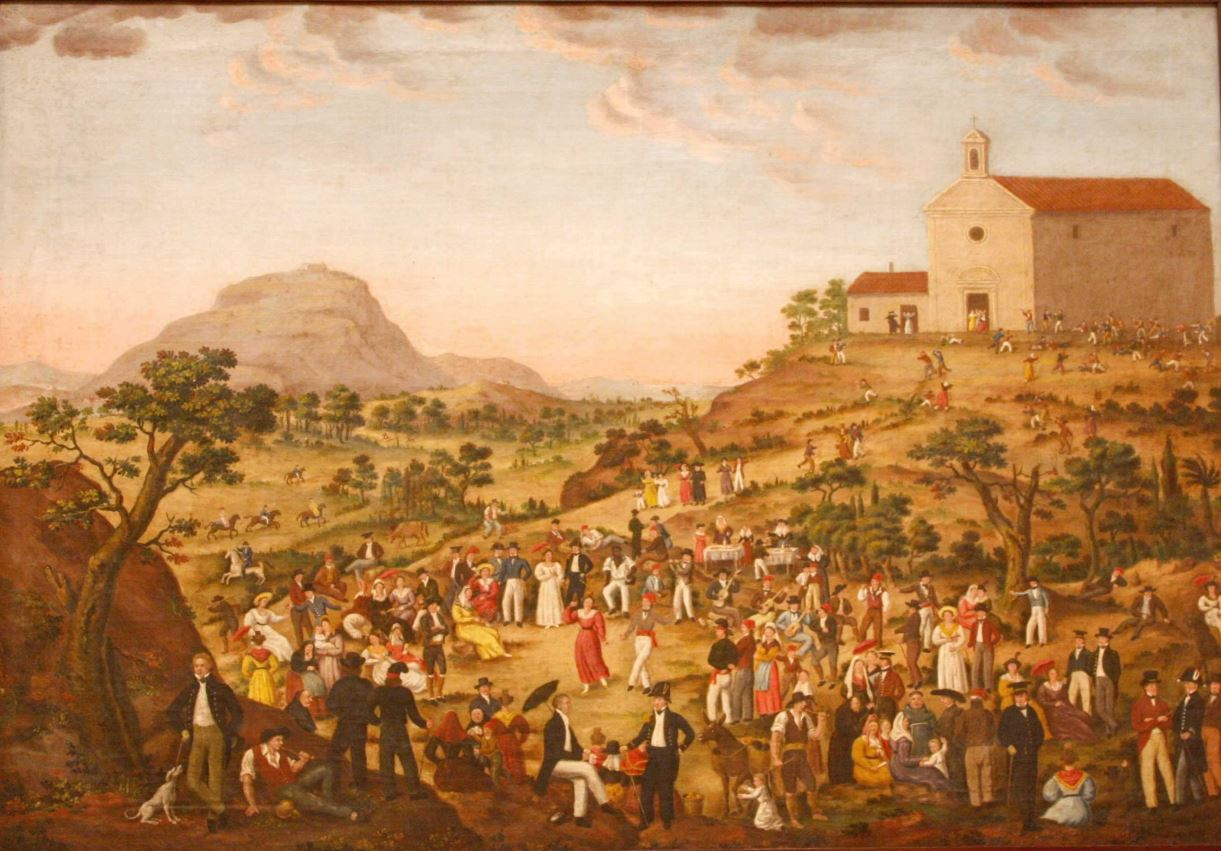
Festes a Sant Pere Nou, Alaior. Pasqual Calbó i Caldés

I respecte a l’any 1833 Pons i Alimundo exposa,
‘En lo añy 1833 feren tota la festa de St. Llorens en Alayor, menos las completas qui varan anar e cantar al disapta a la Iglesia de St. Llorens y tot lo restant de la festa com es Missa Major, sermo, balls, y corregudas se feu en la vila de Alayor’.
L´Arxiduc Lluis Salvador, que va visitar Menorca tres cops 1867, 1877 i 1887 per la redacció dels volums Die Insel Menorca de la seva obra Die Balearen 
‘Cabalgatas... Una en particular, de gran duración, era la de Alayor que discurría hasta Sant Llorenc de Binixems. Sin embargo, la costumbre ha muerto ya, y los eventos de este tipo quedan limitados a las carreras...
Per tant, el trasllat de la festa era ja definitiu al municipi, i el seu contingut, pràcticament limitat a actes litúrgics, balls i carreres de cavalls.

Segons els protocols de les festes aprovats per l'Ajuntament d´Alaior, en aquells moments,
"Els actes eren organitzats cada any per la Universitat, obligada a participar en les festes religioses. La proposta de nomenar els caixers era feta pel síndic clavari, màxima autoritat local. Els caixers encarregats elegits anualment per la Universitat solien pertànyer al braç del camp. Els caixers, juntament amb el capellà, tenien cura dels ornaments per a la missa de Sant Llorenç. També havien d’anunciar la festa del seu patró una setmana abans i fer l’acapte entre el poble per pagar-ne les despeses.
La festa se solia fer de la manera següent: el dissabte s'assistia amb candeles a la vigília, es cantaven les completes i se celebrava el ball encantat. El dia de la festa, el diumenge, es feia una missa cantada a l’ermita de Sant Llorenç, amb un sermó adequat per a l’ocasió (es contractava un bon orador). Més tard tenien lloc les corregudes públiques al cós i després es feia el ball encantat.
El dilluns de la festa els caixers passaven comptes i, si la festa acabava en dèficit, demanaven a la Universitat que en pagués la diferència. No tenim dades sobre la contractació del fabioler; en el cas des Mercadal es contractava el fabioler de la Universitat."
La majoria dels elements de la festa actual, es van desenvolupar durant el segle xx, així encara a les festes de 1907 la qualcada es va constituir amb representants dels Ajuntaments de Mercadal, Alaior i Maó, com a representació dels rectors que en el seu dia havien tingut responsabilitats sobre l'ermita.
Ja al 1909 es constitueix una comissió de l'Ajuntament amb persones de les diferents classes socials nomenats per l'Ajuntament, a l'estil de les festes de Sant Joan de Ciutadella, i ja es van fer les misses completes dalt Sant Pere Nou.
El 1918 es determina que la qualcada seria presidida per una comissió de l’Ajuntament a part de pel caixer capellà, el caixer noble, el caixer pagès, el caixer menestral i el caixer fadrí.
L’any 1920 es suprimeixen els caragols del dissabte capvespre i del diumenge dematí; només queda el del diumenge capvespre. Aquell any es va començar a sonar la jota del jaleo dins la plaça d’Alaior.
Cap a la segona meitat del segle XX s´estabilitzen les costums i amb petites innovacions i modificacions arriben fins als nostres dies.

## Junta de Caixers de Sant Llorenç
La Junta de Caixers és el grup de caixers, membres de la qualcada, encarregats de vetllar pel bon funcionament de les festes en honor a Sant Llorenç que se celebren a la ciutat d’Alaior i pel compliment dels protocols.
Composen la Junta de Caixers les persones que ostentin els càrrecs següents: 
- Caixer/a Batle o Batlessa, que serà el Batle o Batlessa d´Alaior o un membre de la corporació en qui es delegui. Presideix la qualcada i la Junta de Caixers. Actua en representació de l’Ajuntament d’Alaior.
- Caixer Capellà, que serà el rector de la parròquia, o el vicari o prevere de la diòcesi en qui el rector delegui. Presideix tots els actes religiosos.
- Caixer/a Casat, Persona empadronada a Alaior, casada, i que no tingui un ofici del camp. Membre de la Junta de Caixers que representa el braç menestral dins la qualcada. Ha de vetllar pel bon funcionament de la festa.
- Caixer/a Pagès, Persona empadronada a Alaior, que faci feina al camp. Membre de la Junta de Caixers que representa el braç del camp dins la qualcada. Ha de vetllar pel bon desenvolupament de la festa.
- Caixer/a fadrí, Persona empadronada a Alaior, fadrina. Membre de la Junta de Caixers, encarregat de dur la bandera de Sant Llorenç. Ha d’anar sempre darrere el fabioler i l’ha d’assistir.

La junta de caixers es renova cada dos anys, podran formar part de la Junta de Caixers, i també de la qualcada, totes aquelles persones que reuneixin els requisits, acceptin els protocols i el reglament intern del comportament dels caixers, sense cap tipus de distinció per motiu de sexe, religió, raça o opinió. La junta nomenada es confirmada per l'Ajuntament en Ple.

## Caixers batles de les festes d´Alaior
L´any 2016 amb motiu del centenari dels caixers batles de les festes d´Alaior, es va editar un llibre recull de les persones que havien tingut aquest càrrec al llarg dels temps
| Any                                                                                                  | Caixer/a Batle/essa             |
| --- | ------------------------------- |
| 1916-1941                                                                                            | Pedro Reurer Riudavets          |
| 1921-1941                                                                                            | Alberto Gornés Pons             |
| De 1916 a 1941 la qualcada estava presidida per una comissió integrada per diferents classes socials |                                 |
| 1942                                                                                                 | Miguel Olives Capó              |
| 1944                                                                                                 | Miquel Marqués Salom            |
| 1945                                                                                                 | Jaime Mascaró Mascaró           |
| 1946                                                                                                 | Rafael Olives Camps             |
| 1947                                                                                                 | Gabriel Gomila Pons             |
| 1948                                                                                                 | Juan Ameller Juanico            |
| 1949-50                                                                                              | Juan Barber Florit              |
| 1951                                                                                                 | Juan Pons Melià                 |
| 1952                                                                                                 | Francisco Coll Pons             |
| 1953                                                                                                 |                                 |
| 1954                                                                                                 | Antonio Olives Pons             |
| 1955-56-57                                                                                           | Modesto Giménez Piris           |
| 1958                                                                                                 | Antonio Cardona Sans            |
| 1959                                                                                                 | Modesto Giménez Piris           |
| 1960                                                                                                 |                                 |
| 1961                                                                                                 | Antonio Pons Timoner            |
| 1962                                                                                                 | José María Giménez VIllalonga   |
| 1963                                                                                                 | Juan Meliá Olives               |
| 1964                                                                                                 | Miquel Triay Sintes             |
| 1965                                                                                                 | Ernesto Palliser Orfila         |
| 1966                                                                                                 | Jaime Cardona Pons              |
| 1967                                                                                                 | Basilio Enrich Carreras         |
| 1968                                                                                                 | Juan Barber Florit              |
| 1969                                                                                                 | Basilio Enrich Carreras         |
| 1970                                                                                                 | Juan Barber Florit              |
| 1971-72                                                                                              | Miguel Triay Olives             |
| 1973                                                                                                 | José Giménez Piris              |
| 1974                                                                                                 | Juan Ameller Juanico            |
| 1975                                                                                                 | Onofre Pons Quintana            |
| 1976                                                                                                 | Antonio Sintes Pons             |
| 1977                                                                                                 | Onofre Pons Quintana            |
| 1978                                                                                                 | Juan Ameller Juanico            |
| 1979                                                                                                 | Santiago Pons-Quintana Palliser |
| 1980                                                                                                 | Pere Florit Olives              |
| 1981                                                                                                 | Basili Enrich Ximénez           |
| 1982                                                                                                 | Antonio Fortuny Alzina          |
| 1983                                                                                                 | Antonio Marquès Vidal           |
| 1984-85                                                                                              | Antonio Serrano Ruano           |
| 1986                                                                                                 | Antonio Marquès Vidal           |
| 1987-88-89-90                                                                                        | Joana López Mercadal            |
| 1991                                                                                                 | Llorenç Mascaró Florit          |
| 1992                                                                                                 | MIsericòrdia Sugrañes Barenys   |
| 1993                                                                                                 | Sebastià Ametller Garriga       |
| 1994                                                                                                 | Llorenç Mascaró Florit          |
| 1995                                                                                                 | Antoni Gómez Arbona             |
| 1996                                                                                                 | Antoni Mir Vidal                |
| 1997                                                                                                 | Pau Morlà Florit                |
| 1998-99-00                                                                                           | Antoni Gómez Arbona             |
| 2001-02                                                                                              | Antoni Mir Vidal                |
| 2003-04                                                                                              | Antoni Gómez Arbona             |
| 2005-06                                                                                              | Pau Morlà Florit                |
| 2007                                                                                                 | Antoni Perea Villalonga         |
| 2008-09-10                                                                                           | David Moll Mascaró              |
| 2011-12                                                                                              | Joan Sintes Riudavets           |
| 2013-14                                                                                              | Antoni Mascaró Camps            |
| 2015-16                                                                                              | Emilio Agis Benejam             |
| 2017-18-19                                                                                           | Cristóbal Marquès Palliser      |
| 2020-21                                                                                              | suspeses per la pandèmia        |
| 2022-23                                                                                              | María Antonia Pons Mascaró      |

## Altres membres essencials de la qualcada
- El Caixer/a Municipal, membre de la policia local d´Alaior, anirà sempre darrere el caixer/a batle/essa i tindrà l’obligació de protegir-lo i assistir-lo en tot moment, pel bon desenvolupament de la festa.
- Fabioler/a, encarregat d’obrir la festa. Anirà damunt un ase amb tambó o fabiol, i sonarà durant tota la qualcada peces del seu repertori que estiguin en consonància amb les festes de Sant Llorenç.

## Pregoners i pregoneres de les Festes de Sant Llorenç (1981-2025)
L´any 1981 s´establia la tradició de donar el tret de sortida a les festes de Sant Llorenç amb la solemnitat d´un pregó de festes. Aquesta tradició es va iniciar a les cases consistorials, i es va dur a terme de la mateixa forma fins a l'any 1995, primer any en què es va traslladar el pregó al carrer, en particular, al Pati de Sa Lluna, en un pregó pronunciat per Pasqual Maragall. Amb posterioritat es va dur a terme a l'Avinguda Reverend Pare Huguet, on encara se celebra de la mateixa forma.
| Any  | Nº | Nom                                     | Observacions | Enllaç |
| ---- | -- | --------------------------------------- | --- | --- |
| 2025 | 43 | Elsa Pons Fortuny                       | Presidenta i propietària del Club Tenis Alaior. Regidora de l'Ajuntament (1994-2006).                                               | Aquí |
| 2024 | 42 | Basilio Guerra Timoner                  | Empresari del sector turístic. | Aquí |
| 2023 | 41 | José Ángel Giménez                      | Mestre pastisser. Propietari de la pastisseria Ala d'Or (1977-2022).                                                                | Aquí |
| 2022 | 40 | Xisca i Maria Riudavets Guàrdia         | Propietàries i comerciants de Ca ses Germanes. Artistes.                                                                            | Aquí |
| 2021 |    | Suspès a causa de la pandèmia.          | Suspès a causa de la pandèmia. | Suspès a causa de la pandèmia. |
| 2020 |    | Suspès a causa de la pandèmia.          | Suspès a causa de la pandèmia. | Suspès a causa de la pandèmia. |
| 2019 | 39 | Paco Perea Villalonga                   | Funcionari municipal. President Associació Històrica Futbol Menorquí.                                                               | Aquí |
| 2018 | 38 | Pau Sintes Pons                         | Pintor i publicista. Impulsor de les Carrosses de Sant Llorenç.                                                                     | Aquí |
| 2017 | 37 | Pere Pons Ester                         | Economista i vicepresident multinacional de cosmètica Estée Lauder.                                                                 | Aquí |
| 2016 | 36 | Antoni Pons Morlà                       | Professor de piano al Conservatori i director musical.                                                                              | Aquí |
| 2015 | 35 | Miquel Timoner Vidal                    | Metge cirurgià. | Aquí |
| 2014 | 34 | Osvaldo Correche                        | Mestre jubilat. Col·laborador de la Colla Gegantera i Creu Roja.                                                                    | Aquí |
| 2013 | 33 | Ricard Ramisa                           | Músic i professor de música. Director musical.                                                                                      | Aquí |
| 2012 | 32 | Rita Barber Riudavets                   | Actriu, cantant i pedagoga. | Aquí |
| 2011 | 31 | José Luis Benejam Saura                 | Comunicador. Organitzador de la Gala Illa de Menorca.                                                                               | Aquí |
| 2010 | 30 | Josep M. Quintana Petrus                | Escriptor i registrador de la propietat i mercantil.                                                                                | Aquí |
| 2009 | 29 | Àngels Gonyalons                        | Actriu, cantant i presentadora. | Aquí |
| 2008 | 28 | Joana Pons Olives                       | Cantant. Des de 1989 canta amb el grup Joana Pons i ses Guiterres.                                                                  | Cantant. Des de 1989 canta amb el grup Joana Pons i ses Guiterres.                                                                  |
| 2007 | 27 | Antoni Arias Enrich                     | Metge. Exdirector gerent de l'Insalud a Menorca.                                                                                    | Metge. Exdirector gerent de l'Insalud a Menorca.                                                                                    |
| 2006 | 26 | Jordi Villacampa Amoros                 | Jugador de Basquet | Jugador de Basquet |
| 2005 | 25 | Simón Orfila Riudavets                  | Baix-baríton alaiorenc amb carrera operística internacional                                                                         | Baix-baríton alaiorenc amb carrera operística internacional                                                                         |
| 2004 | 24 | Ponç Pons Giménez                       | Poeta i escriptor. Catedràtic de Llengua i Literatura Catalanes.                                                                    | Poeta i escriptor. Catedràtic de Llengua i Literatura Catalanes.                                                                    |
| 2003 | 23 | Pere Alzina Seguí                       | Mestre, psicopedagog i doctor en Ciències de l'Educació. Coordinador de la UIB a Menorca.                                           | Mestre, psicopedagog i doctor en Ciències de l'Educació. Coordinador de la UIB a Menorca.                                           |
| 2002 | 22 | Cosme Florit Sintes i Elisa Gámez Ferrà | Presentadors del Festival de la cançó menorquina d'Alaior.                                                                          | Presentadors del Festival de la cançó menorquina d'Alaior.                                                                          |
| 2001 | 21 | Llorenç Huguet Rotger                   | Catedràtic matemàtic i Rector de la Universitat de les Illes Balears (1995-2003 i 2013-2021).                                       | Catedràtic matemàtic i Rector de la Universitat de les Illes Balears (1995-2003 i 2013-2021).                                       |
| 2000 | 20 | Andreu Buenafuente Moreno               | Humorista i presentador de televisió                                                                                                | Humorista i presentador de televisió                                                                                                |
| 1999 | 19 | Enric Cuadra Coll                       | Advocat i alaiorenc d'arrel. | Advocat i alaiorenc d'arrel. |
| 1998 | 18 | Glosadors                               | Jordi Orfila, Pere Seguí, Cristóbal Llambías, Maties Mascaró, col·laboració de Miquel Sintes i sonadors Antoni Sintes i Martí Piris | Jordi Orfila, Pere Seguí, Cristóbal Llambías, Maties Mascaró, col·laboració de Miquel Sintes i sonadors Antoni Sintes i Martí Piris |
| 1997 | 17 | Magda Sintes                            | Cantant, guanyadora del festival de la cançó Menorquina d´Alaior                                                                    | Cantant, guanyadora del festival de la cançó Menorquina d´Alaior                                                                    |
| 1996 | 16 |                                         | | |
| 1995 | 15 | Pasqual Maragall i Mira                 | Alcalde de Barcelona (1982-1997) i President de la Generalitat de Catalunya (2003-2006).                                            | Alcalde de Barcelona (1982-1997) i President de la Generalitat de Catalunya (2003-2006).                                            |
| 1994 | 14 |                                         | | |
| 1993 | 13 |                                         | | |
| 1992 | 12 | Antoni Quintana Petrus                  | Advocat i gran promotor de la música                                                                                                | Advocat i gran promotor de la música                                                                                                |
| 1981 | 1  |                                         | | |

## Homenatjats dilluns de les Festes de Sant Llorenç (1980-2025)[8]
A partit de 1980 es va establir la tradició d´aprofitar les festes de Sant Llorenç per homenatjar a una persona o col·lectiu del municipi per la seva aportació al poble. Aquest homenatge se celebra tradicionalment el dilluns de Sant Llorenç a les Cases Consistorials.
| Any  | Homenatjat/da |
| ---- | --- |
| 2025 | Proclamació Filla Il·lustre d'Alaior a Margalida Comas Camps (1892-1973). Biòloga, pedagoga i professora de la Universitat de Barcelona. Una de les científiques més importants del primer terç del segle XX. |
| 2024 | Jaume Orfila Timoner. Metge i cap de secció de Medicina Interna de l'Hospital de Son Espases. Professor de la UIB.                                                                                            |
| 2023 | Antoni J. Sintes Pons. Empresari bijuter jubilat i impulsor polígon industrial La Trotxa. |
| 2022 | Policia Local i Agrupació Protecció Civil d'Alaior. |
| 2021 | Suspès a causa de la pandèmia. |
| 2020 | Suspès a causa de la pandèmia. |
| 2019 | Antoni Palliser Bagur. Fundador empresa materials i construcció APalliser. |
| 2018 | Sa Cova d'en Xoroi. |
| 2017 | Maria Florit Esbert. Fundadora i propietària de Ca na Maru. |
| 2016 | Càritas Diocesana d'Alaior. |
| 2015 | Pedro Mercadal Pons. Propietari Dalrit SL - Quesos Mercadal. |
| 2014 | Mascaró Morera - Serveis Logístics |
| 2013 | Catalina Mercadal Sintes, “Kay”. Educadora infantil. |
| 2012 | Antonio Pons Pons. Propietari i fundador de l'Hotel Royal Son Bou. |
| 2011 | Francisco Sans Huguet. Recongut pintor. |
| 2010 | Cosme Sans Mercadal i Miquel Àngel Gelabert Vidal. |
| 2009 | Club Esportiu Alaior, en motiu dels 75 anys des de la fundació. |
| 2008 | Col·legi La Salle Alaior, en motiu dels 100 anys des de la fundació. |
| 2007 | |
| 2006 | Presidents i presidentes de les AMIPA de Dr. Comas, La Salle i IES J.M. Guàrdia |
| 2005 | Pere Oleo Cortés, rector de Santa Eulàlia |
| 2004 | Educadors i educadores d´Alaior amb més de 25 anys de dedicació a la docència. |
| 2003 | Gabriel Llambies Llabrés, per la creació de la col·lecció Llambies |
| 2002 | Arcadio Gomila, periodista |
| 2001 | Joan Barber Borràs, per el foment de l'activitat cultural i social |
| 2000 | Antoni Cardona Sans, cooperativista |
| 1999 | Homenatge a tota la gent que ha treballat tota la vida al camp |
| 1998 | Nomenament de fill adoptiu a Carlos de Torres i Alonso, metge |
| 1997 | Gumersindo Pons Petrus (pòstum), per la recuperació de la història i la cultura |
| 1995 | Francesc Navas García |
| 1994 | Santiago Pons Quintana |
| 1987 | Pedro Cardona Pons, Carlos de Torres Alonso i Carlos de Salort i de Albertí, Metges. Arxivat 2023-08-04 a Wayback Machine.                                                                                    |
|      | Cooperativa Agrícola de Sant Llorenç |
| 1980 | |

## Temàtica Desfilada de Carrosses Diumenge de Sant Llorenç (1971-2024)
La desfilada de carrosses es una tradició que ocupa la tarda del diumenge de Sant Llorenç des de 1971 i està organitzada des de l'Ajuntament a través de la Comissió de festes, un conjunt de persones que porten involucrades en la seva organització en alguns casos des dels orígens.
| Any  | Nº | Temàtica                                         | Enllaç                    |
| ---- | -- | ------------------------------------------------ | ------------------------- |
| 2024 | 52 | Va de Flors                                      |                           |
| 2023 | 51 | Tangram, un món de colors                        | Aquí                      |
| 2022 | 50 | Videojocs                                        | Aquí                      |
| 2020 | -  | Suspensió per la pandèmia                        | Suspensió per la pandèmia |
| 2021 | -  | Suspensió per la pandèmia                        | Suspensió per la pandèmia |
| 2019 | 49 | La nit dels Òscars                               | Aquí                      |
| 2018 | 48 | Jules Verne                                      | Aquí                      |
| 2017 | 47 | Grups Musicals Mítics                            |                           |
| 2016 | 46 | Terror de Festa                                  | Aquí                      |
| 2015 | 45 | Sistemes de Comunicació                          |                           |
| 2014 | 44 | El Mag d'Oz                                      |                           |
| 2013 | 43 | Mary Poppins                                     |                           |
| 2012 | 42 | Titànic                                          |                           |
| 2011 | 41 | Mitologies                                       |                           |
| 2010 | 39 | Els anuncia de la teva vida                      |                           |
| 2009 | 40 | Balla Balla                                      |                           |
| 2008 | 38 | Fantasia de Colors                               |                           |
| 2007 | 37 | Personatges dels còmics                          |                           |
| 2006 | 36 | Gran Circ d'Alaior                               |                           |
| 2005 | 35 | Festes d'Arreu del Món                           |                           |
| 2004 | 34 | Alaior, 700 anys d'història                      |                           |
| 2003 | 33 | Menorca, Reserva de Biosfera                     |                           |
| 2002 | 32 | La Pintura                                       |                           |
| 2001 | 31 | Miniatures                                       |                           |
| 2000 | 30 | Recordant els Musicals                           |                           |
| 1999 | 29 | Filatèlia                                        |                           |
| 1998 | 28 | Any Int. dels Oceans i la Mar                    |                           |
| 1997 | 27 | Any Cultural Josep M. Guàrdia                    |                           |
| 1996 | 26 | 25 anys de Carrosses                             |                           |
| 1995 | 25 | Aniversari de la Biblioteca                      |                           |
| 1994 | 24 | Països de la CEE                                 |                           |
| 1993 | 23 | Invents que han marcat una època                 |                           |
| 1992 | 22 | Expo, olimpíades - Madrid, Capital Cultural      |                           |
| 1991 | 21 | XX Aniversari - Calendari                        |                           |
| 1990 | 20 | Sarsueles                                        |                           |
| 1989 | 19 | Jocs                                             |                           |
| 1988 | 18 | Cinema                                           |                           |
| 1987 | 17 | Commemmoració VII Centenari Conquesta de Menorca |                           |
| 1986 | 16 | Gran Desfilada de Carrosses de Fantasia          |                           |
| 1985 | 15 | Gran Desfilada de Carrosses de Fantasia          |                           |
| 1984 | 14 | Gran Desfilada de Carrosses de Fantasia          |                           |
| 1983 | 13 | Gran Desfilada de Carrosses de Fantasia          |                           |
| 1982 | 12 | Gran Desfilada de Carrosses de Fantasia          |                           |
| 1981 | 11 | Gran Desfilada de Carrosses de Fantasia          |                           |
| 1980 | 10 | Gran Desfilada de Carrosses de Fantasia          |                           |
| 1979 | 9  | Gran Desfilada de Carrosses de Fantasia          |                           |
| 1978 | 8  | Gran Desfilada de Carrosses de Fantasia          |                           |
| 1977 | 7  | Gran Desfilada de Carrosses de Fantasia          |                           |
| 1976 | 6  | Gran Desfilada de Carrosses de Fantasia          |                           |
| 1975 | 5  | Gran Desfilada de Carrosses de Fantasia          |                           |
| 1974 | 4  | Gran Desfilada de Carrosses de Fantasia          |                           |
| 1973 | 3  | Gran Desfilada de Carrosses de Fantasia          |                           |
| 1972 | 2  | Gran Desfilada de Carrosses de Fantasia          |                           |
| 1971 | 1  | Gran Desfilada de Carrosses de Fantasia          |                           |

## Desenvolupament de la festa
A part del programa d'actes que inclou un seguit d'actes a nivell cívic i que es modifica cada any, les qüestions bàsiques pròpies de les festes són les següents:
Les festes de Sant Llorenç se celebren el cap de setmana posterior al dia 10 d'Agost, dia de Sant Llorenç.
- Diumenge anterior a les festes:
  - Replec de Sant Llorenç de Binixems. Una representació de la qualcada es replega davant l'església de Santa Eulalia per anar en comitiva fins a Sant Llorenç de Binixems, encapçalats per el caixer/a fadri/ina i el caixer/a casat/ada, tancant la formació el caixer pagès. Arribats a l'ermita, es faran dues passades d'un en un per el pati de l'ermita al so del jaleo, i acabats els actes, es recollirà de l'ermita la imatge del Sant, que carregada en cabriol o galera, es portarà la imatge fins a la rectoria de Santa Eulàlia a Alaior.
  - Convidad del Caixer/a Batle/essa. Pràcticament a la vegada que arriba la imatge de Sant Llorenç a Alaior, el Caixer/a Batle/essa, a la plaça del poble, pronuncia un discurs convidant a tots els veïns a participar en les festes de Sant Llorenç.

- Divendres de Sant Llorenç:

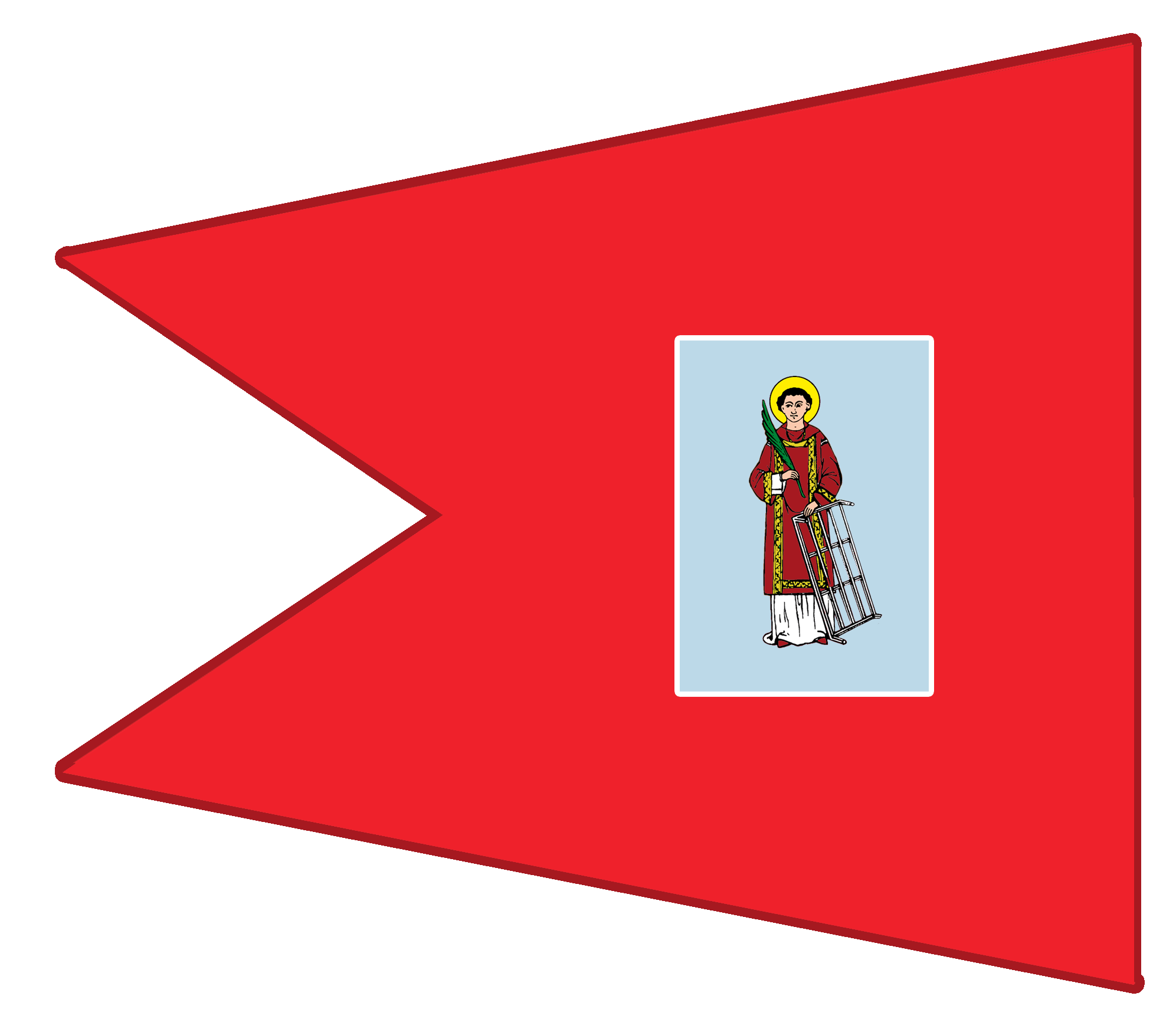
Representació de la Bandera de Sant Llorenç - Alaior

  - Representació de la Bandera de Sant Llorenç - AlaiorA la tarda, sortida de la corporació municipal i el masser d'Alaior des de l'Ajuntament cap a l'indret en el que es realitzi el pregó, normalment a l'avinguda Reverend Pare Huguet.
  - Benvinguda del batle/essa i pregó de festes a mans de la persona designada per l'Ajuntament.
  - Al mateix indret del pregó, arribada a peu d'una representació de la qualcada, vestits per la festa, i entrega al Caixer/a fadrí/ina de la bandera de Sant Llorenç, i als Caixers casat/ada i pagès/a de les almorratxes d'aiguaros.
  - Acabada l'entrega, el fabioler/a interpretará la peça de l'aiguaros i retorn en formació de la representació de la qualcada i la corporació a l'Ajuntament d'Alaior
  - Arribats a l'ajuntament, el Caixer/a fadrí/ina, retorna la bandera al batle/essa, per que l'ubiqui al balco de l'Ajuntament on restarà durant totes les festes, sempre que no hagi de participar en els actes protocol·laris.
  - Posteriorment s'ofereix una convidada al públic assistent i autoritats.Almorratxes a efecte il·lustratiu

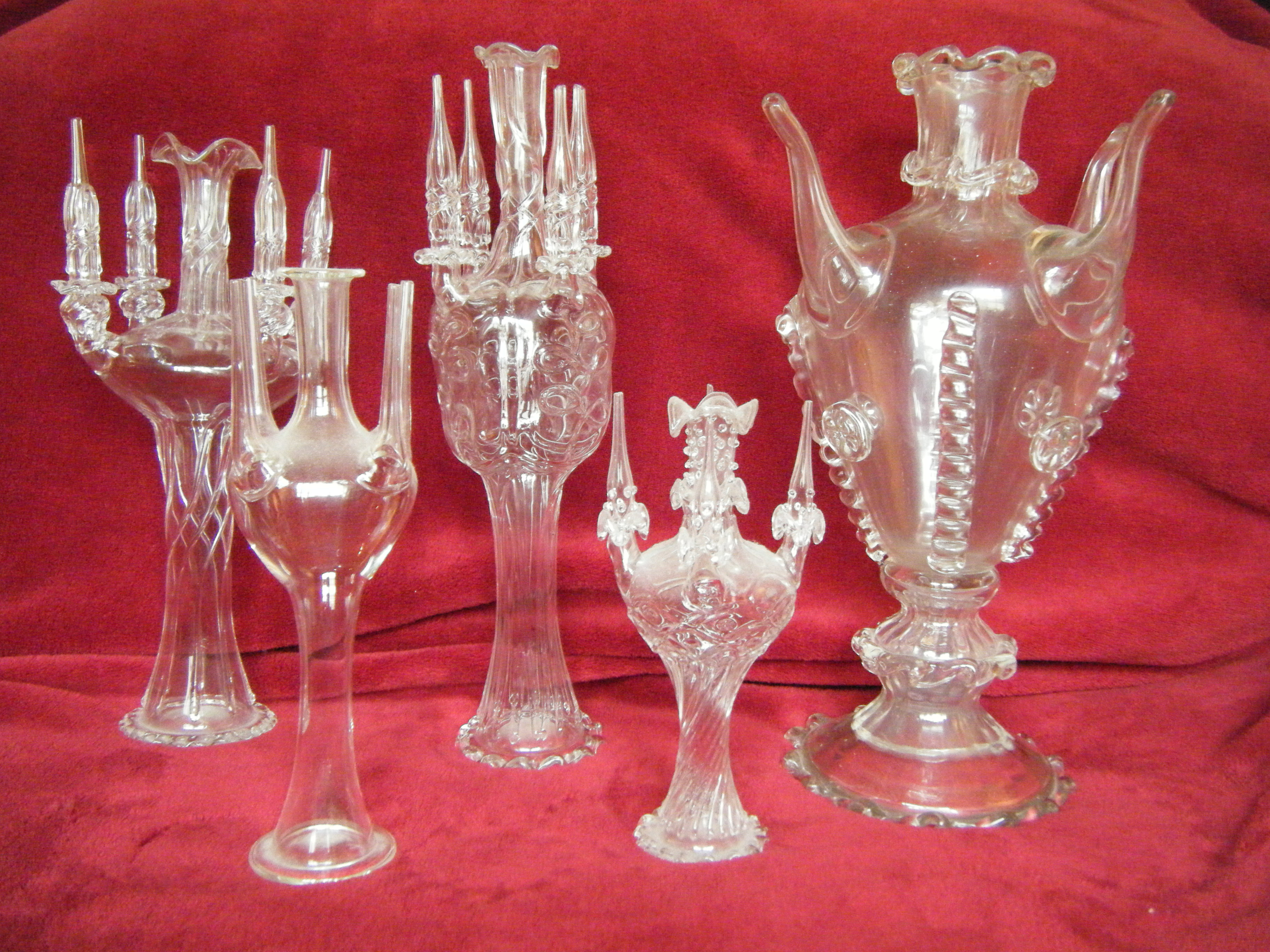
Almorratxes a efecte il·lustratiu

- Jaleo a la Plaça el dissabte nitDissabte de Sant Llorenç:

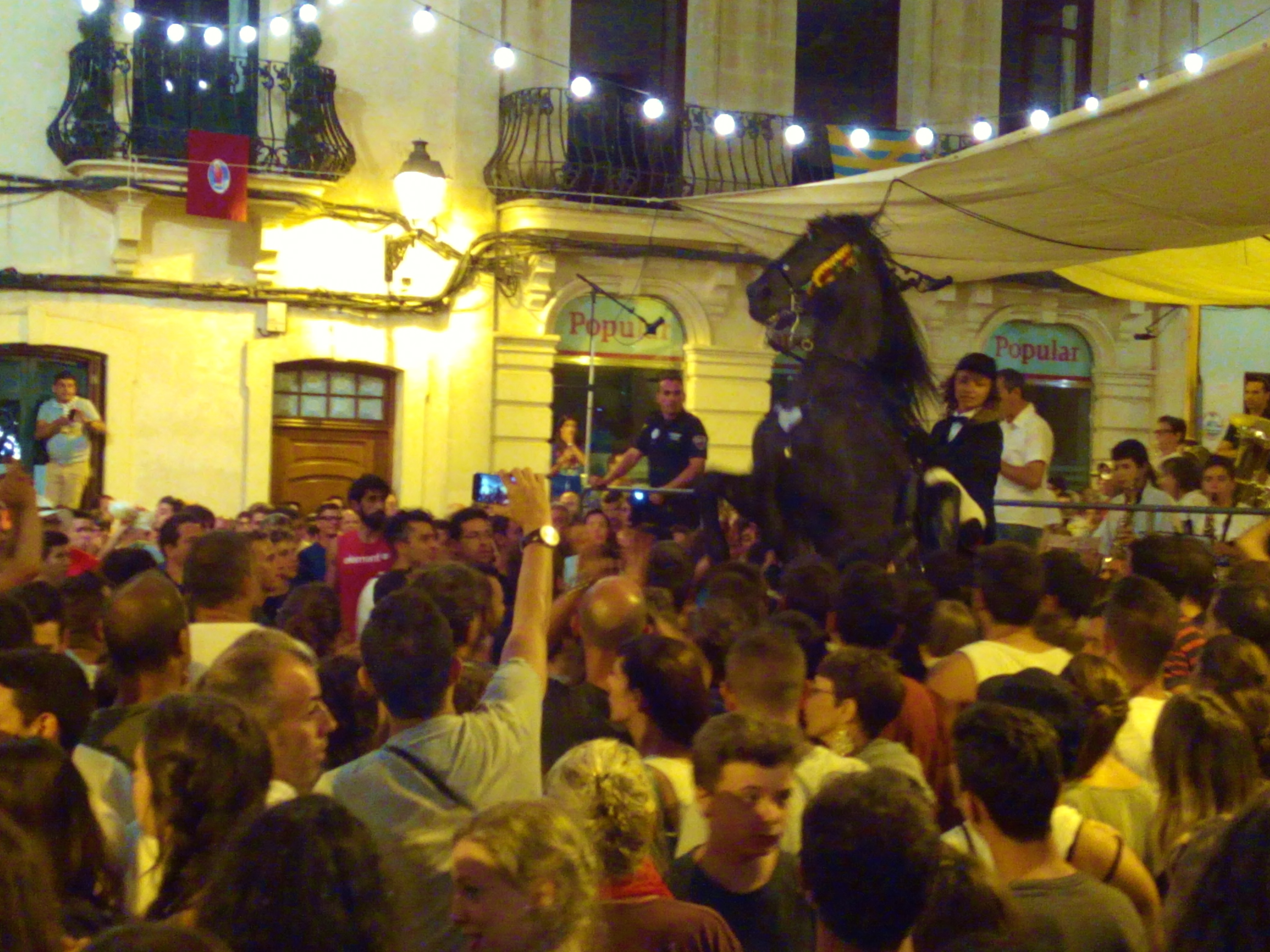
Jaleo a la Plaça el dissabte nit

  - Al matí, una representació de la qualcada anirà per els carrers d'Alaior convidant a la gent a participar en les festes, fent acapte per una institució benèfica o social i repartint les estampes recordatòries de les festes de Sant Llorenç. (10:00h segons el programa de Sant Llorenç 2023)
  - Capvespre, mentre els caixers es recullen a diferents punts designats al municipi (Carrer d'es Banyer, Plaça Nova, Avinguda Reverend Pare Huguet i Carrer des Ramal, segons el programa de festes 2023), el fabioler/a i els caixers fadrí/ina, casat/ada i pagès/esa es dirigiran a les Cases Consistorials, per demanar permís al Caixer/a Batle/essa per començar la festa. Tot seguit el Caixer/a Batle/essa lliurarà la bandera de Sant Llorenç al Caixer/a fadrí/ina. (17:00h segons el programa de Sant Llorenç 2023)
  - Una vegada el fabioler/a i els caixers fadrí/ina, casat/ada i pagès/esa hagin recollit a la resta de caixers que formen la qualcada, aniran a la rectoria de Santa Eulàlia, on passaran saludant al Caixer Capellà, que una vegada acabin de passar, muntarà el seu cavall i s'incorporarà a la qualcada.
  - Havent recollit el Caixer Capellà, la qualcada anirà novament a les Cases Consistorials a recollir al Caixer/a Batle/essa i al Caixer/a Municipal. Una vegada tots els caixers hagin passat saludant al Caixer/a Batle/essa, a la porta de l'Ajuntament, el Caixer/a Batle/essa muntarà el seu cavall i el Batle/essa, o batle/batlessa en funcions, farà entrega del bastó de comandament. i s'incorporarà juntament amb el Caixer/a Municipal a la qualcada.

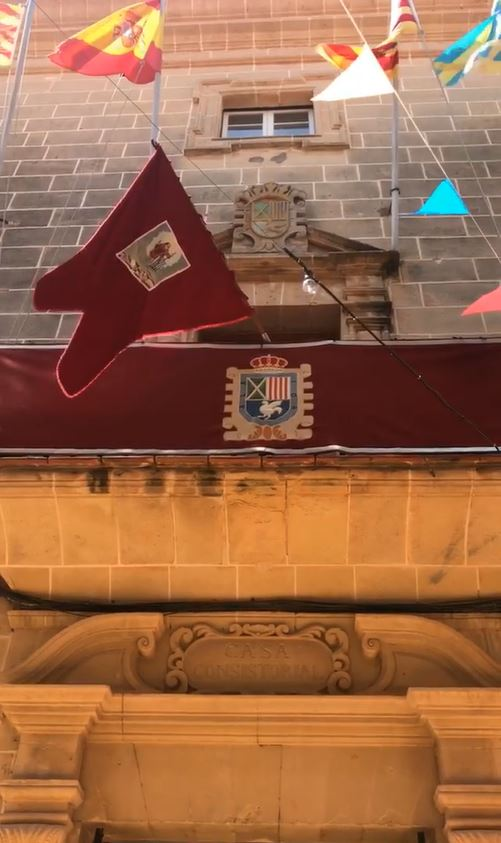
Bandera de Sant Llorenç al balcó de les Cases Consistorials d'Alaior

  - Bandera de Sant Llorenç al balcó de les Cases Consistorials d'AlaiorLa qualcada realitzarà un itinerari predeterminat per el centre del poble, per arribar a l'hora establerta a les completes a l'ermita de Sant Pere Nou, i arribats a l'ermita, amb le permís del Caixer/a Batle/essa, podrán desmuntar.
  - De forma paral·lela a l'inici de l'itinerari de la qualcada una vegada recollit el Caixer/a Batle/essa, els membres de la corporació surten a peu des de les Cases Consistorials amb una banda de música cap a Sant Pere Nou. (18:00h segons el programa de Sant Llorenç 2023)
  - Arribats tots a Sant Pere Nou, els Caixers es dirigiran formats de major a Menor cap a les portes de l'ermita, fent passadís per que puguin passar els membres de corporació municipal i autoritats, i una vegada hagin passat els membres de la corporació, els caixers accediran a l'ermita on se celebraran les completes, i reben una canya verda com a símbol de la convidada que farà l'ajuntament. (20:00h segons el programa de Sant Llorenç 2023)
  - Actualment finalitzades les completes, la convidada de l'Ajuntament es realitza dalt Sant Pere Nou, per tal de que tothom la pugui veure, fins fa ben poc, la convidada es duia a terme una vegada acabat el Jaleo a les Cases Consistorials, ja ben entrada la matinada.
  - Acabada la convidada els caixers es dirigeixen en filera al carrer Menor, per tal de participar en el Jaleo, i el Caixer/a batle/essa, capellà i Municipal al Carrer Major, des d'on entren de forma preferent a la plaça.
  - Els membres de la corporació municipal es situaran a l'estrada on es situa la música.
  - Una vegada el Caixer/a Batle/essa doni permís, el fabioler/a i el/la Caixer/a fadrí/ina entraran a la plaça sense música de banda, amb la bandera, i l'entregarà al representant de l'Ajuntament que correspongui, normalment, si el batle/essa no surt com a caixer/a, al batle/essa, i si surt com a caixer/a a qui ostenti el càrrec de batle/essa accidental, i es retiraran al carrer Menor.
  - El Caixer/a Batle/essa entrarà a la plaça per el carrer Major, es dirigirà al consistori, on saludarà, i començarà a sona la música del jaleo, a continuació passaran el Caixer/a Municipal i el Caixer Capellà. L'ordre d'entrada a la plaça és: Caixer/a Batle/essa, Caixer/a Municipal, Caixer Capellà, Caixer/a fadrí/ina, Caixer/a Casat/ada, Caixer/a Pagès/esa i la resta dels caixers de menor a major edat.
  - Els caixers a Alaior entren d'un en un a la plaça, i han d'esperar a que l'anterior hagi sortit totalment per accedir-hi.
  - Es farà un caragol per la plaça, dues voltes de Jaleo, i en acabat, al darrer caragol per la plaça el Caixer/a fadrí/ina, recollirà la bandera de la tribuna d'autoritats.
  - Es faran caragols per els carrers del poble i aniran a acomiadar al Caixer/a Batle/essa a l'Ajuntament i després al Caixer Capellà a la rectoria, dissolent la qualcada al munt de l'Àngel.

- Diumenge de Sant Llorenç.

Parròquia de Santa Eulàlia - Alaior

  - Parròquia de Santa Eulàlia - AlaiorEls caixers s'arrepleguen a cavall a direferents punts preestablerts per anar a recollir primer al Caixer Capellà a la rectoria i després es dirigiran al domicili particular del Caixer/a Batle/essa per recollir-lo/la. (9:00h segons el programa de Sant Llorenç 2023)
  - Es farà un itinerari per el municipi per acabar a l'església de Santa Eulàlia. Desmuntaran i tots els caixers a excepció del caixer capellà i aniran a peu en formació per recollir al Consistori, seguidament els caixers precediran al consistori, portant la imatge de Sant Llorenç, precedits per una banda de música. (10:30h segons el programa de Sant Llorenç 2023)

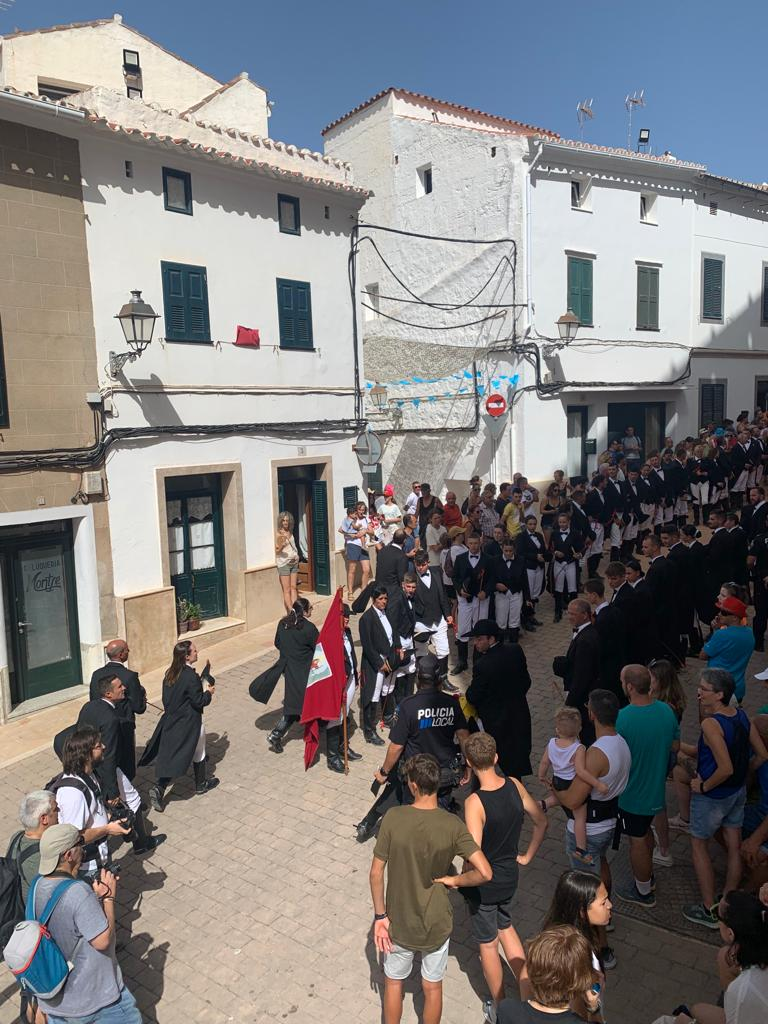
Caixers formats davant l'església de Santa Eulàlia, per anar a cercar a la corporació municipal a peu

  - Caixers formats davant l'església de Santa Eulàlia, per anar a cercar a la corporació municipal a peuEls caixers i autoritats entraran a l'església precedits per la imatge de Sant Llorenç i els Caixers ocuparan un lloc preferent sobre l'altar. El Caixer/a fadrí/ina fara una reverencia amb la bandera davant l'altar i la deixarà exposada a un lateral de l'altar.
  - Després del sermó una representació dels Caixers farà acapte amb les seves guindoles com a suport, i repartiran l'aiguaros.
  - Finalitzada la missa major, els Caixers faran passadís a les autoritats, i sortint de l'església tornaran a muntar els cavalls.
  - La qualcada fara una volta de caragol per la plaça i s'iniciarià el jaleo com a la jornada anterior.
  - A la segona volta, amb un canvi de música (El Maniquí de Pio Díaz Olarte), es repartiran a tots els Caixers una canya verda amb una cullera de plata, com a agraïment per la participació a les festes.
  - En acabar el Jaleo, la qualcada es dirigirà a les Cases Consistorials a despedir al Caixer/a Batle/essa, i després a la rectoria a despedir al Caixer Capellà, posteriorment la qualcada es dirigirà a les Cases Consistorials per que el Caixer/a fadrí/ina deixi la bandera i es dissoldrà la comitiva.
  - 45 minuts després de desmuntar, una representació dels caixers podran repartir a peu l'aiguaros per totes les cases del poble.
- Dilluns de Sant Llorenç.
  - El dematí del dilluns de Sant Llorenç se celebrarà una missa per els difunts del municipi. (12:00h segons el programa de Sant Llorenç 2023).
  - Posteriorment acte d'homenatge i reconeixement a una persona o entitat destacada del municipi a l'Ajuntament d'Alaior (13:00h segons el programa de Sant Llorenç 2023)
  - Finalment corregudes de Sant Llorenç, a cavall i a peu al Cós d'Alaior. (18:00h segons el programa de Sant Llorenç 2023)